# Divine Invitation
Divine Invitation är ett samlingsalbum med det finska power metal-bandet Altaria som släpptes 2007. Det innehåller låtar från gruppens två första album och demos samt två nyinspelade låtar. Orsaken till utgivningen var att deras två första album (Divinity och Invitation ) var slutsålda samt att man ville presentera den nya sångaren Marco Luponero för fansen. Därav släpptes albumet redan från start som Mid-Price.

## Låtlista
1. Fire & Ice
2. Unchain The Rain
3. Darkened Highlight
4. History Of Times To Come
5. Try To Remember
6. Unicorn
7. Prophet Of Pestilence
8. Ravenwing
9. Innocent
10. Final Warning
11. Keeper Of Mystique *
12. Ball & Chain*
13. Fire & Ice (Demo 2001)
14. Innocent (Demo 2001)
15. Kingdom Of The Night (Demo 2001)
16. Unicorn (Demo 2002)
17. History Of Times To Come (Demo 2002)
18. Immortal Disorder (Demo 2002)
19. Emerald Eye (Demo 2002) 
  - ny låt